# Qiao Shi
Qiao Shi (ur. grudzień 1924 w Dinghai w prow. Zhejiang, zm. 14 czerwca 2015) – chiński polityk i działacz państwowy.
Urodził się jako Jiang Zhitong (chiń. upr. 蒋志彤; chiń. trad. 蔣志彤; pinyin Jiǎng Zhìtóng). Od 1940 roku członek KPCh. Ukończył studia na uniwersytecie Tongji w Szanghaju i przed 1949 rokiem działał w szanghajskich strukturach partii. Po utworzeniu Chińskiej Republiki Ludowej przez wiele lat pracował w przemyśle ciężkim w Anshan. W 1963 roku przeniósł się do Pekinu, gdzie rozpoczął długoletnią pracę w Departamencie Łączności KPCh, odpowiedzialnym za kontakty i współpracę z partiami komunistycznymi w innych krajach. 
W latach 1982–1997 członek Komitetu Centralnego KPCh, w latach 1982-1987 także wicepremier ChRL. Od 1993 do 1998 roku był przewodniczącym Stałego Komitetu Ogólnochińskiego Zgromadzenia Przedstawicieli Ludowych.
Zasłynął jako reformator, dążył do przekształcenia Chin w państwo prawa i zwiększenia roli OZPL, publicznie poruszył problem przewodniej roli KPCh. Opowiadał się za demokratyzacją systemu politycznego ChRL, przychylnie wypowiadał się o ruchu Falun Gong. W 1989 roku popierał protesty na placu Tian’anmen, nie wziął udziału w posiedzeniu Biura Politycznego KPCh, na którym zdecydowano o ich siłowym stłumieniu. Jego liberalne poglądy spowodowały konflikt z ekipą Jiang Zemina. Po śmierci Deng Xiaopinga w 1997 roku rywalizował z Jiangiem o władzę w państwie, po przegranej zmuszony do wycofania się z polityki.